# Hans Otto Gravert
Hans Otto Gravert (* 28. Mai 1928 in Itzehoe; † 1. Januar 2015 in Kronshagen) war ein deutscher Tierzuchtwissenschaftler und Hochschullehrer.

## Leben und Wirken
Gravert wurde als Sohn eines Landwirts geboren, schloss an der Kaiser-Karl-Schule in Itzehoe mit dem Abitur ab und studierte nach der praktischen Landwirtschaftslehre 1948 bis 1951 an der Christian-Albrechts-Universität in Kiel Agrarwissenschaften. 1954 promovierte er hier bei Werner Kirsch zum Dr. agr. Es folgten Studienaufenthalte am Landwirtschaftskolleg in Uppsala bei Ivar Johansson und an der Iowa State University in Ames (Iowa, USA) bei Jay Lush zur Erweiterung der Kenntnisse über die Anwendung der Populationsgenetik in der Tierzucht. Danach unterzog sich Gravert noch der Ausbildung und dem Examen als Assessor für Tierzucht.
1956 wurde er Assistent – später Oberassistent – am Institut für Tierzucht und Tierhaltung der Universität Kiel (Joachim-Friedrich Langlet) und habilitierte sich hier 1962. Es folgten die Ernennungen 1963 zum Privatdozenten, 1967 zum Wissenschaftlichen Rat und zum Professor. Im gleichen Jahr übernahm er die Leitung des Instituts für Milcherzeugung der Bundesanstalt für Milchforschung in Kiel (1968 als Leitender Direktor) mit der Versuchsstation in Schädtbek und hielt – ab 1982 als Honorarprofessor – bis zur Emeritierung 1993 Vorlesungen über Haustiergenetik an der Kieler Universität.
Gravert verstand es, die theoretischen Modelle der Populationsgenetik in praxisorientierte Verfahren der Leistungsprüfung und Zuchtwertschätzung einzuarbeiten. Besonders befasste er sich mit der Errichtung und Nutzung von Prüfstationen für Rinder zur Erfassung und Bewertung der Mast- und Fleischleistung. Dabei bezog er auch indirekte wirtschaftlich wichtige Merkmale wie das Futteraufnahmevermögen von Kühen mit ein, untersuchte die Wirkung von Genotyp und Haltung auf die Qualität von Milchprodukten und forschte nach neuen Prüfparametern. Durch den Ausbau der Versuchsstation Schädtbek konnte er zahlreiche Kreuzungsversuche mit anderen Milchviehrassen bzw. -herkünften sowie genetische Studien an eineiigen Zwillingen durchführen. Dazu kamen noch Untersuchungen mit neuen Futtermitteln, Futterzusatzstoffen, gentechnologisch hergestellten Leistungsförderern und zur Wirtschaftlichkeit in der Rinderproduktion.
An den Novellierungen des Tierzuchtgesetzes von 1976 und 1989 war Gravert ebenso beteiligt wie bei der Harmonisierung des Tierzuchtrechtes innerhalb der Europäischen Gemeinschaft und der Entwicklung von Zuchtprogrammen. Als Gründer und Leiter der Arbeitsgruppe Interbull sicherte er auch die internationale Vergleichbarkeit der national ermittelten Zuchtwerte. Er verfasste 22 Buchbeiträge, über 100 wissenschaftliche Veröffentlichungen, 290 gedruckte Vorträge und betreute 36 Doktorarbeiten. In zahlreichen nationalen und internationalen Gremien arbeitete er aktiv mit. So leitete er den Arbeitsausschuss der Deutschen Gesellschaft für Züchtungskunde zur Erhaltung der genetischen Vielfalt bei landwirtschaftlichen Nutztieren und gab von 1995 bis 1999 Empfehlungen zur Förderung bedrohter Rassen bei Pferden, Rindern, Schweinen, Schafen und Ziegen für 13 Bundesländer heraus. Von 1993 bis 2007 war er Vorsitzender der Wilhelm-Schaumann-Stiftung, förderte dabei den wissenschaftlichen Nachwuchs aus Agrarwissenschaften und Veterinärmedizin besonders bei der Bearbeitung praxisbezogener Projekte und entwickelte die „Hülsenberger Gespräche“ zu einem interdisziplinären Forum auf hohem wissenschaftlichen Niveau. Neben seiner beruflichen Tätigkeit betrieb Gravert noch bis ins hohe Alter aktiv Reitsport und leitete dabei viele Jahre zwei Vereine in Kiel.
Politisch engagierte sich Gravert in der CDU, für die er bei der Bundestagswahl 1969 erfolglos auf der schleswig-holsteinischen Landesliste kandidierte.

## Veröffentlichungen (Auswahl)
- Untersuchungen über die Streuung in der Vererbung des prozentischen Fettgehaltes. Dargestellt an Bullen der rotbunten und schwarzbunten Schleswig-Holsteiner. Diss. Landw. Fak. Kiel, 1954.
- Gert Bonnier, Olof Tedin: Biologische Variationsanalyse. Die statistischen Methoden zur Auswertung biologischer Versuche, insbes. auf dem Gebiet der Tierzucht. Aus dem Schwedischen übersetzt und gekürzt von Hans Otto Gravert, Parey, Hamburg / Berlin 1959.
- Einführung in die Populationsgenetik. Als Manuskript gedruckt. Bibliothek des Inst. für Weltwirtschaft, Kiel 1960.
- Untersuchungen über die Erblichkeit von Fleischeigenschaften beim Rind. Habil.-Schrift an der Landw. Fak. der Univ, Kiel, 1962; in: Zeitschr. f. Tierz. u. Zücht.biol. Band 78, 1962/63, Heft 1, S. 43–74 und Heft 2, S. 139–178.
- Moderne Methoden der Zuchtauslese beim Rind. Mit Hermann Bogner, Frankfurt a. M., 1965; 4., überarb. Aufl., 1980.
- Ivar Johansson, Jan Rendel: Haustiergenetik und Tierzüchtung. Ein Lehrbuch der Tierzucht für Praxis und Studium. Übers. aus dem Schwedischen von Hans Otto Gravert. Parey, Hamburg / Berlin 1966.
- Die wichtigsten genetisch-statistischen Fachausdrücke in der Tierzucht. Mit Dietrich Fewson und J. K. Hinrichsen u. a., Ulmer, Stuttgart 1966.
- Zur Lage der Käsereiwirtschaft in der Bundesrepublik Deutschland und vordringliche Maßnahmen zu ihrer Verbesserung. In: Kieler milchwirtschaftliche Forschungsberichte. Band 20, Mann, Hildesheim 1968.
- Wie plane ich meine Tierzucht? Eine leicht verständliche Einführung in die modernen Methoden der landwirtschaftlichen Tierzüchtung. Parey, Hamburg / Berlin 1972.
- Im Zeitalter der Hybridzucht. DLG-Verlag, Österreichischer Agrarverlag, Frankfurt / Wien 1974.
- Einführung in die Züchtung, Fütterung und Haltung landwirtschaftlicher Nutztiere. Mit Rudolf Waßmuth und Joachim Hans Weniger. Parey, Hamburg / Berlin 1979.
- Meilensteine der Genetik. Eine Einführung, dargestellt an den Entdeckungen ihrer bedeutendsten Forscher. Von Ivar Johansson und unter Mitarb. von Arne Müntzing. Aus dem Schwedischen übertr. von Hans Otto Gravert. Parey, Hamburg / Berlin 1980.
- Die Milch. Erzeugung, Gewinnung, Qualität. Mit Werner Kübler. Ulmer, Stuttgart 1983.
- Welternährung. Herausforderung an Pflanzenbau und Tierhaltung. Mit Walter Schug und Jens Léon. Wiss. Buchgesellschaft, Darmstadt 1996.
- Die deutsche Tierzucht am Ende des 20. Jahrhunderts. Heft 16. DGfZ-Schriftenreihe, Bonn 1999.
- Empfehlungen zur Förderung gefährdeter Haustierrassen. In: Züchtungskunde. 1995 bis 1999.[3]
- 40 Jahre H. Wilhelm Schaumann Stiftung (1967–2007). Mit Ernst Kalm. H.-Wilhelm-Schaumann-Stiftung zur Förderung der Agrarwissenschaften, Hamburg 2008.

## Ehrenämter
- Mitglied im DLG-Ausschuss für Tierzucht und Tierhaltung
- Mitglied der Gruppe A22 (Somatotropin) des Internat. Milchwirtschaftsverbandes
- Mitglied im Arbeitsausschuss „Zuchtwertschätzung“ der Arbeitsgemeinschaft Deutscher Rinderzüchter (ADR)
- Mitglied im Arbeitsausschuss „Besamung“ der ADR
- Vertreter der Bundesrepublik Deutschland in der Kommission für Haustiergenetik der Europäischen Vereinigung für Tierproduktion (EVT)
- Präsident der Kommission für Rinderproduktion der EVT
- Vorsitzender der Gesellschaft für Tierzuchtwissenschaften e. V. (GfT)
- langjähriges Mitglied (bis 1994), dann ständiger Gast im Ausschuss für genetisch-statistische Methoden in der Deutschen Gesellschaft für Züchtungskunde (DGfZ)
- bis 1994 amtierender Vizepräsident und Mitglied des Hauptausschusses der DGfZ
- 1994–1999 Vorsitzender des Arbeitsausschusses der DGfZ zur Erhaltung der genetischen Vielfalt bei landwirtschaftlichen Nutztieren
- stellv. Vorsitzender der „Fördergemeinschaft Nachhaltige Landwirtschaft (FNL)“ der DGfZ
- 1992 – 2007 Vorstandsvorsitzender der H. Wilhelm-Schaumann-Stiftung[4]
- 1983 Mitgründer und Leiter der Arbeitsgruppe „Interbull“
- 4 Jahre Präsident des Senats der Bundesforschungsanstalten
- Fachberater bei Sitzungen der Tierzuchtreferenten des Bundes und der Länder
- langjähriger Vorsitzender des Kieler Renn- und Reitvereins von 1902 e. V.
- Präsident des Kieler Freitagreitclubs von 1889

## Auszeichnungen
- 1993: Ehrenmedaille der Arbeitsgemeinschaft Deutscher Rinderzüchter (ADR)
- 1994: Hermann-von-Nathusius-Medaille in Gold der DGfZ[5]
- 1998: Verdienstkreuz am Bande der Bundesrepublik Deutschland
- 2000: Ehrenpromotion zum Dr. agr. h. c. durch die Humboldt-Universität Berlin
- Auszeichnung mit dem Distinguished Service Award der EVT
- Max-Eyth-Denkmünze in Silber der Deutschen Landwirtschaftsgesellschaft (DLG)